# Turok: Escape from Lost Valley
Turok: Escape from Lost Valley es un videojuego de acción y aventura y la sexta entrega de la franquicia de disparos en primera persona Turok. El juego no sigue la historia original de Acclaim Entertainment, ni sigue la serie de reinicios de Propaganda Games con Turok. En cambio, opta por una historia retrospectiva más cómica.
Escape from Lost Valley fue desarrollado por Pillow Pig Games y, hasta el 18 de diciembre de 2019, fue publicado por Universal Studios Interactive Entertainment. Fue lanzado el 25 de julio de 2019.
El 22 de julio de 2020, se lanzó la Actualización de Supervivencia, con gráficos actualizados, jugabilidad actualizada y un nuevo modo de supervivencia.
El 7 de enero de 2022, se hizo un anuncio que indicaba que el juego pronto no estaría disponible para su compra.

## Trama
La trama del juego gira en torno a Turok y Andar que se despiertan en Lost Valley e intentan encontrar el camino a casa.

## Jugabilidad
Escape from Lost Valley es un juego de acción y aventuras en perspectiva isométrica. La estética del juego fue diseñada para ser intencionadamente cursi, con un resultado final muy parecido al Castle Crashers de The Behemoth.